# Orgazmo
Orgazmo è un film del 1997 diretto da Trey Parker.

## Trama
Hollywood: Joe Young è un giovane mormone che sta per trasferirsi in Utah, dove sposerà Lisa. Joe, mentre diffonde la parola del Libro di Mormon, sceglie la casa sbagliata. Il proprietario della casa è Maxxx Orbison, un produttore cinematografico porno, che ingaggerà Joe per recitare nel suo film porno.